# Greatest Hits III
Greatest Hits III é um álbum dos melhores êxitos da banda Queen, no qual os integrantes remanescentes do grupo recebem a companhia de outros artistas em algumas faixas do disco.
Foi lançado em 9 de novembro de 1999. A canção "Under Pressure" ganhou novos vocais de Freddie Mercury e arranjos distintos, diferente da versão lançada em 1982, no álbum Hot Space.
Também foi lançado simultaneamente em vídeo (VHS), mas com a ordem das músicas alteradas.

## Faixas
Todas as faixas por Queen, exceto onde anotado.
1. "The Show Must Go On" (Queen & Elton John) - 4:35
2. "Under Pressure" (Queen & David Bowie) - 4:08
3. "Barcelona" (Freddie Mercury & Montserrat Caballé) - 4:25
4. "Too Much Love Will Kill You" (Lamers/May/Musker) - 4:18
5. "Somebody to Love" (Queen & George Michael) - 5:07
6. "You Don't Fool Me" - 5:22
7. "Heaven for Everyone" - 4:37
8. "Las Palabras de Amor (The Words of Love)" (Brian May) - 4:29
9. "Driven by You" (Brian May) - 4:09
10. "Living on My Own" (Freddie Mercury) - 3:37
11. "Let Me Live" - 4:45
12. "The Great Pretender" (Freddie Mercury) - 3:26
13. "Princes of the Universe" (Mercury) - 3:31
14. "Another One Bites the Dust" (Queen & Wyclef Jean) - 4:20
15. "No One But You (Only the Good Die Young)" (May) - 4:11
16. "These Are the Days of Our Lives" - 4:22
17. "Thank God It's Christmas" (May & Taylor) - 4:19

- - Faixa bónus gravada originalmente em 1984